# Vuelta al País Vasco 1990
La XXX Vuelta al País Vasco, disputada entre el 2 de abril y el 6 de abril de 1990, estaba dividida en 5 etapas para un total de 818 km.
Emn esta edición participaron los 10 equipos profesionales españoles (Banesto, BH-Amaya, Kelme Ibexpress, Teka, ONCE, Lotus, Puertas Mavisa, SEUR, Tulip y CLAS-Cajastur) y ocho equipos extranjeros (Stuttgart, Histor-Sigma, RMO, Buckler, PDM, Carrera, Weinmann-SMM-Uster y 7 Eleven).
El vencedor final fue el ciclista local Julián Gorospe, que repitió su éxito del año 1983, basando su victoria en la etapa reina con llegada al puerto de Ibardin y conservando su distancia en la contrarreloj final.

## Etapas
| Etapa                 | Fecha      | Recorrido                     | km       | Vencedor de la etapa         | Líder de la general |
| --------------------- | ---------- | ----------------------------- | -------- | ---------------------------- | ------------------- |
| 1.ª etapa             | 2 de abril | Cestona - Cestona             | 131      | Malcom Elliot                | Malcom Elliot       |
| 2.ª etapa             | 3 de abril | Cestona - La Arboleda         | 192      | Rolf Gölz                    | Peio Ruiz Cabestany |
| 3.ª etapa             | 4 de abril | Valle de Trápaga - Ibardin    | 183      | Julián Gorospe               | Julián Gorospe      |
| 4.ª etapa             | 5 de abril | Vera de Bidasoa - Salvatierra | 191      | Fernando Martínez de Guereñu | Julián Gorospe      |
| 5.ª etapa (1.er sec.) | 6 de abril | Salvatierra - Legazpia        | 120      | Miguel Induráin              | Julián Gorospe      |
| 5.ª etapa (2.º sec.)  | 6 de abril | Legazpia - Barrendiola        | 15 (CRI) | Brian Walton                 | Julián Gorospe      |

## Clasificaciones
| \| 1. \| Julián Gorospe \| BAN \| 21h 01' 29s \| \| 2. \| Rolf Gölz \| BUC \| a 20s \| \| 3. \| Miguel Induráin \| BAN \| a 22s \| \| 4. \| Iñaki Gastón \| CLA \| a 33s \| \| 5. \| Tom Cordes \| BUC \| a 34s \| \| 6. \| Stephen Roche \| HIS \| a 36s \| \| 7. \| Peio Ruiz Cabestany \| ONC \| a 39s \| \| 8. \| Raúl Alcalá \| PDM \| a 41s \| \| 9. \| Janusz Kuum \| TEK \| a 46s \| \| 10. \| Erik Breukink \| PDM \| a 49s \| |                     |     |             |
| 1. | Julián Gorospe      | BAN | 21h 01' 29s |
| 2. | Rolf Gölz           | BUC | a 20s       |
| 3. | Miguel Induráin     | BAN | a 22s       |
| 4. | Iñaki Gastón        | CLA | a 33s       |
| 5. | Tom Cordes          | BUC | a 34s       |
| 6. | Stephen Roche       | HIS | a 36s       |
| 7. | Peio Ruiz Cabestany | ONC | a 39s       |
| 8. | Raúl Alcalá         | PDM | a 41s       |
| 9. | Janusz Kuum         | TEK | a 46s       |
| 10. | Erik Breukink       | PDM | a 49s       |

| \| 1. \| Peio Ruiz Cabestany \| ONC \| 56 puntos \| \| \| 2. \| Rolf Gölz \| BUC \| 54 puntos \| \| \| 3. \| Marino Lejarreta \| ONC \| 49 puntos \| \| |                     |     |           |  |
| 1. | Peio Ruiz Cabestany | ONC | 56 puntos |  |
| 2. | Rolf Gölz           | BUC | 54 puntos |  |
| 3. | Marino Lejarreta    | ONC | 49 puntos |  |

| \| 1. \| Enrique Alonso \| TEK \| 29 puntos \| \| \| 2. \| Luis Pérez \| LOT \| 25 puntos \| \| \| 3. \| Rolf Gölz \| BUC \| 25 puntos \| \| |                |     |           |  |
| 1. | Enrique Alonso | TEK | 29 puntos |  |
| 2. | Luis Pérez     | LOT | 25 puntos |  |
| 3. | Rolf Gölz      | BUC | 25 puntos |  |

| \| 1. \| Roberto Torres \| LOT \| 19 puntos \| \| \| 2. \| Mario Chiesa \| CAR \| 14 puntos \| \| \| 3. \| Thomas Wegmuller \| WEI \| 6 puntos \| \| |                  |     |           |  |
| 1. | Roberto Torres   | LOT | 19 puntos |  |
| 2. | Mario Chiesa     | CAR | 14 puntos |  |
| 3. | Thomas Wegmuller | WEI | 6 puntos  |  |

| \| 1. \| Buckler \| 63h 06' 28s \| \| \| 2. \| Teka \| a 28s \| \| \| 3. \| SEUR \| a 1' 19s \| \| |         |             |  |
| 1.                                                                                                 | Buckler | 63h 06' 28s |  |
| 2.                                                                                                 | Teka    | a 28s       |  |
| 3.                                                                                                 | SEUR    | a 1' 19s    |  |